# 犯されたお嬢さま/女子寮を襲う聖夜の殺人鬼
『犯されたお嬢さま/女子寮を襲う聖夜の殺人鬼』（おかされたおじょうさま／じょしりょうをおそうせいやのさつじんき、原題：To All a Goodnight）は、1980年公開のアメリカのスラッシャー映画。
デヴィッド・ヘスが監督を務め、ジェニファー・ラニヨンやForrest Swansonが出演した。クリスマスパーティーの最中に、サンタクロースに扮したサイコパスによって、お嬢様学校の女子学生たちとそのボーイフレンドが次々と殺されていく。

## キャスト
- ナンシー - ジェニファー・ラニヨン（英語版）
- アレックス - Forrest Swanson
- メロディ - Linda Gentile
- T・J - William Lauer
- レイア - Judith Bridges
- ルース・ジェンセン - Kiva Lawrence(Katherine Herrington名義)
- Ralph Cramer - Buck West
- ポランスキー - Sam Shamshak
- Trisha - Angela Bath
- サム - Denise Stearns
- トム - Solomon Trager
- ブレイク - Jeff Butts
- Pilot - ハリー・リームス(Dan Stryker名義)

## 公開
1980年1月30日に、Intercontinental Releasing Corporation (IRC)によりアメリカで限定上映された。その後、アメリカでは、1983年にメディア・ホーム・エンターテイメント社からVHS化された。ただし、映画の照明が悪いため、VHSの画質では見にくいシーンが多かった。
後に、現在の権利者であるMGMのライセンス許諾を受けたScorpion Releasing社が、2014年10月21日に初めてDVD版とBlu-ray版を発売した。それらには、特典として、女優のジェニファー・ラニオンとKatherine Herrington、共同プロデューサー兼脚本家のAlex Rebarのインタビューとオリジナルの劇場予告編を収録されている。

## 批判的評価
この映画は、批評家からは不評であった。
AllMovieのEleanor Mannikkaは「見劣りする、陳腐なスラッシャー映画」と評した。
映画学者のAdam Rockoffは、著書『Going to Pieces: The Rise and Fall of the Slasher Film, 1978-1986』の中で、この映画について「落ち着いた照明」やクリスマスの飾りをつけたセットなど、ボブ・クラークの『暗闇にベルが鳴る』（1974年）の要素を「拝借」していると指摘しただけでなく、結末におけるどんでん返しは非効果的だと思うと言及していた。
HorrorTalk.comでは、この映画について否定的にレビューして、「『To All a Good Night』は、怖い映画でもなければ、本当に満足できる映画でもない。一方で、サブジャンルのルールを確立したという評判もあるほどの、つかみどころのないタイトルである。また、ヘスとその仲間たちが、その後数十年にわたって続く数多くのスラッシャー映画製作者たちを幸運にもリードしたことは事実である。ただし、残念ながら、これらの後継者の多くは、より上手く素材を扱い、多く者にとっては明白な理由でもって本作を追い抜いてしまった」と評価した。
『Hysteria Lives!』は本作に2つ星/5つ星をつけ、「この映画は、全くもって、もし80年代前半にシュルレアリスム派がいたら、きっとこんな映画を作ったに違いないと思わせる類の、混乱を招き、意味不明で、退屈でびっくりするほど奇妙なスラッシャー映画である」と言及した。
DVD TalkのIan Janeは、この映画を「楽しい演技（といくつかの悪い演技！）とまともなひねりのある低予算ホラー映画でなかなか面白い」と評価した。